# Andrija Ćorić
Andrija Ćorić (Anversa, 1º febbraio 1995) è un ex cestista croato.

## Palmarès
- Coppa di Bosnia ed Erzegovina: 1

Široki: 2014
- Coppa di Croazia: 1

Cedevita: 2019